# Танзания на Паралимпийских играх
Танзания на Паралимпийских играх впервые приняла участие в 1992 году на летних Играх в Барселоне. На зимних Играх делегация Танзании участия пока не принимала. Медалей на Играх спортсмены Танзании пока не завоевали.